# Егоров, Василий Васильевич (фотограф)
Василий Васильевич Егоров (1914—2007) — классик советской фотографии, фотожурналист, специальный корреспондент.

## Биография
В 1934 году начал работать в фотолаборатории СОЮЗФОТО (Фотохроника ТАСС). После окончания курсов Всероссийского общества фотографов — фотокорреспондент, с 1939 года — спецкор ТАСС в Армении.
В 1942—1946 гг. служил в пограничных войсках фотокорреспондентом.
В 1946—1979 гг. специальный фотокорреспондент ТАСС.
Василий Егоров побывал в командировках во всех республиках СССР. За годы работы был в 40 странах мира.
Делал фоторепортажи почти со всех крупных предприятий и институтов Москвы, запечатлел деятельность известных для того времени лиц науки и культуры. Снимал архитектуру столицы и жанровые сцены на её улицах.
Василий Егоров был новатором политического репортажа, что особенно проявилось в его фотографиях о встречах советских и зарубежных политических деятелей. Но эти фотографии не появлялись тогда на страницах газет и журналов, они остались в архивах с пометкой «НДП», что означало «не для печати».

## Выставки
- 1974, 1984, 1994 — Персональные выставки Василия Егорова, Москва
- 1970—1976 — «СССР: страна и люди в художественных фотографиях» — ежегодная выставка, проходившая за рубежом.
- 1959—1965 — «Семилетка в действии», Москва.
- 1976—1985 — Участник ежегодных конкурсов профессиональной фотографии «World Press Photo»

## Награды
2002 — Удостоен высшей награды Профессиональной гильдии фотографов и Союза журналистов России «Золотой Глаз России».